# Wapen van Angerlo

Het wapen van Angerlo toont het gedeelde wapen van de voormalige gemeente Angerlo waarvan de rechterhelft de wassenaar van Doesburg is, de linkerhelft het wapen van Bahr. De omschrijving luidt als volgt:
"Gedeeld: I in keel een wassende maan van goud, II in goud een schuinbalk van keel. Het schild gedekt met een vijfbladerige kroon van goud."

## Geschiedenis
Toen in 1816 ook Angerlo de circulaire van de Hoge Raad van Adel ontving antwoordde burgemeester Jurjen Jansen als volgt: "dat voorheen door mijne gemeente geen wapen is gevoerd, en ik het van geen belang voor dezelve gerekend heb er een te voeren". Hij liet de Hoge Raad verder weten dat de gemeente een jaar eerder een "cachet" had laten maken waarop gegraveerd stond: Gemeente Angerlo. Met deze aanduiding heeft de gemeente meer dan honderd jaar volstaan.
Toen in de jaren 1923 en 1924 een nieuw provinciehuis werd gebouwd in Arnhem, was het de bedoeling om alle wapens van de Gelderse gemeenten gebrandschilderd op een raam aan te brengen. Dat plan had een aantal wapenverleningen tot gevolg. In oktober 1923 werd een circulaire verzonden aan die gemeenten welke nog geen wapen hadden. Volgens notulen van de gemeente Angerlo werd besloten geen wapen te laten ontwerpen om als versiering te dienen voor in een raadszaal. Burgemeester P.A. Schaepman schijnt niet geheel tevreden zijn geweest over deze uitslag. Mogelijk werd de kwestie besproken in de kring van ambtgenoten, waarin ook de burgemeester van Laren een rol speelde. De briefwisseling is niet meer te achterhalen, wel bewaard gebleven is het antwoord van Burgemeester Schaepman, waarin hij informeerde "hoe een wapen aan te vragen". De burgemeester had nadien de zaak toch weer in de gemeenteraad gebracht, want op 11 februari 1924 stond in de agenda genoteerd: "B&W worden gemachtigd om bij de Hooge Raad van Adel een gemeentewapen aan te vragen"
De burgemeester wendde zich naar een particulier om een eenvoudig wapen te ontwerpen om de kosten zo laag mogelijk te houden, maar deze kreeg geen antwoord van de Hoge Raad. De Hoge Raad liet de burgemeester weten dat uitsluitend het gemeentebestuur een wapen kon aanvragen. Er werd een beknopte geschiedenis over Angerlo naar de Hoge Raad gestuurd. Angerlo was ontstaan door samenvoeging van delen die in het oude Richterambt van Doesburg en de voormalige Bannerij van Bahr en Lathum lagen. Mogelijk heeft Willem Adriaan Beelaerts van Blokland als kenner van de Gelderse geschiedenis een rol gespeeld in het ontwerp. Er werd een wassenaar uit het wapen van Doesburg en een baar van Bahr in het wapen verwerkt. Omdat Doesburg belangrijker was dan Bahr zou dat deel aan de eerste helft toegevoegd moeten worden, echter zonder de burcht, omdat de gedachte aan de stad niet op de voorgrond mocht treden. Op 27 oktober werd het wapen verleend aan Angerlo bij Koninklijk Besluit. Kosten 12,50 gulden.

## Verwante wapens

Het wapen van Doesburg
Het wapen van Bahr